# Cerkiew św. Michała Archanioła w Turzańsku
Cerkiew pod wezwaniem św. Michała Archanioła – drewniana parafialna cerkiew prawosławna (w swoich dziejach służyła też grekokatolikom i rzymskim katolikom), wzniesiona w latach 1801–1803, znajdująca się w Turzańsku. Należy do dekanatu Sanok diecezji przemysko-gorlickiej Polskiego Autokefalicznego Kościoła Prawosławnego. 
Włączona do podkarpackiego Szlaku Architektury Drewnianej (na trasie nr IV: sanocko-dukielskiej). W 2013 wpisana na Listę Światowego Dziedzictwa UNESCO.

## Historia
Cerkiew w Turzańsku, początkowo prawosławna, następnie unicka, była wzmiankowana już w 1526. Obecny budynek powstał w pierwszych latach XIX w. i był rozbudowywany o przedsionek i zakrystię w 1836 r. W latach 1896 i 1913 dokonywano kolejnych remontów cerkwi, wzmacniając jej dach blachą. Po wywiezieniu ludności ukraińskiej w ramach akcji „Wisła”, w latach 1947–1961 cerkiew użytkowali katolicy obrządku łacińskiego parafii w Komańczy. 10 sierpnia 1961 z polecenia Urzędu Wojewódzkiego w Rzeszowie budynek został zaplombowany. W 1963 świątynię oddano w użytkowanie prawosławnym, którzy są jej gospodarzami do dziś. W latach 80., 90. XX w. oraz po 2000 dokonano licznych remontów cerkwi. 

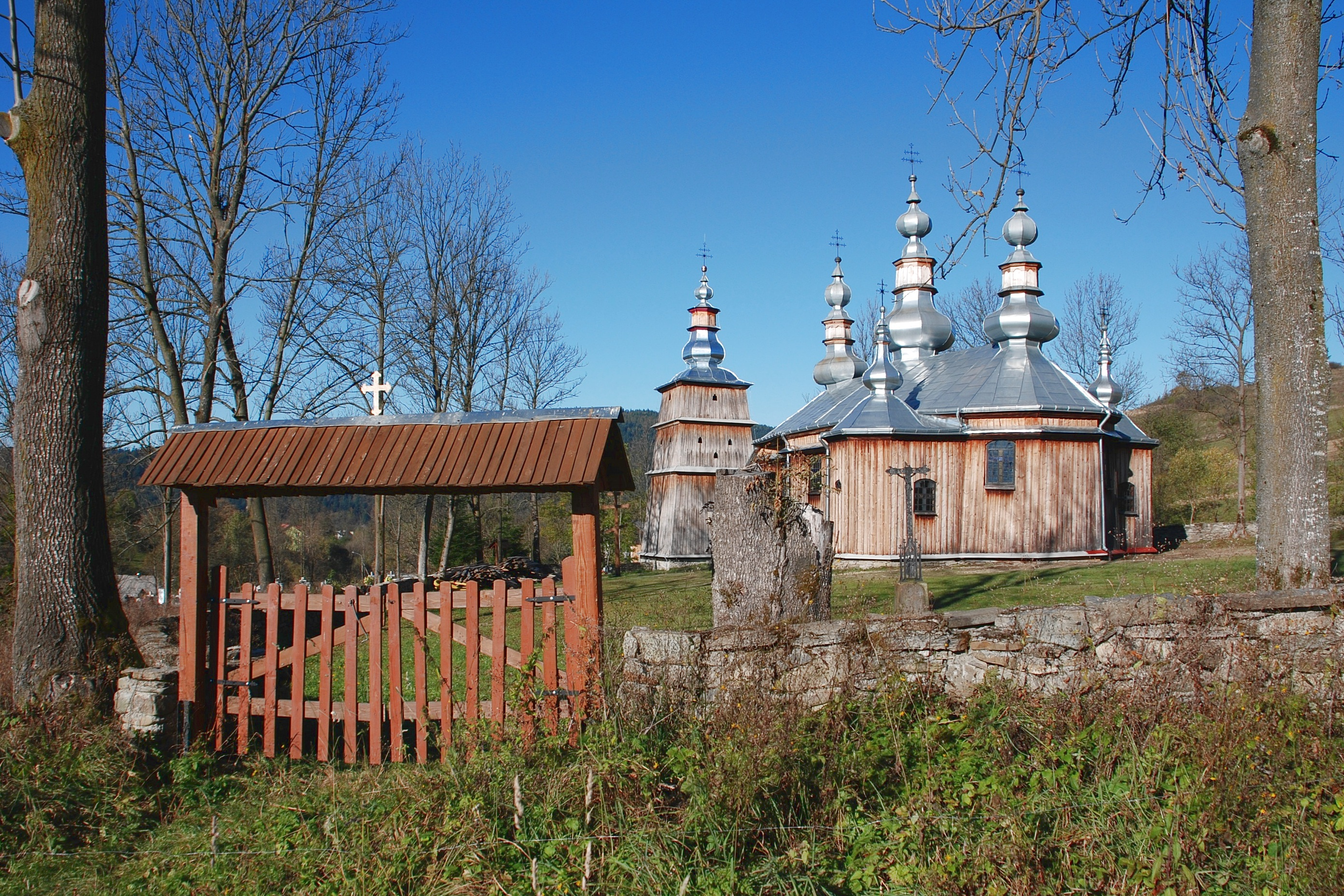
Wejście
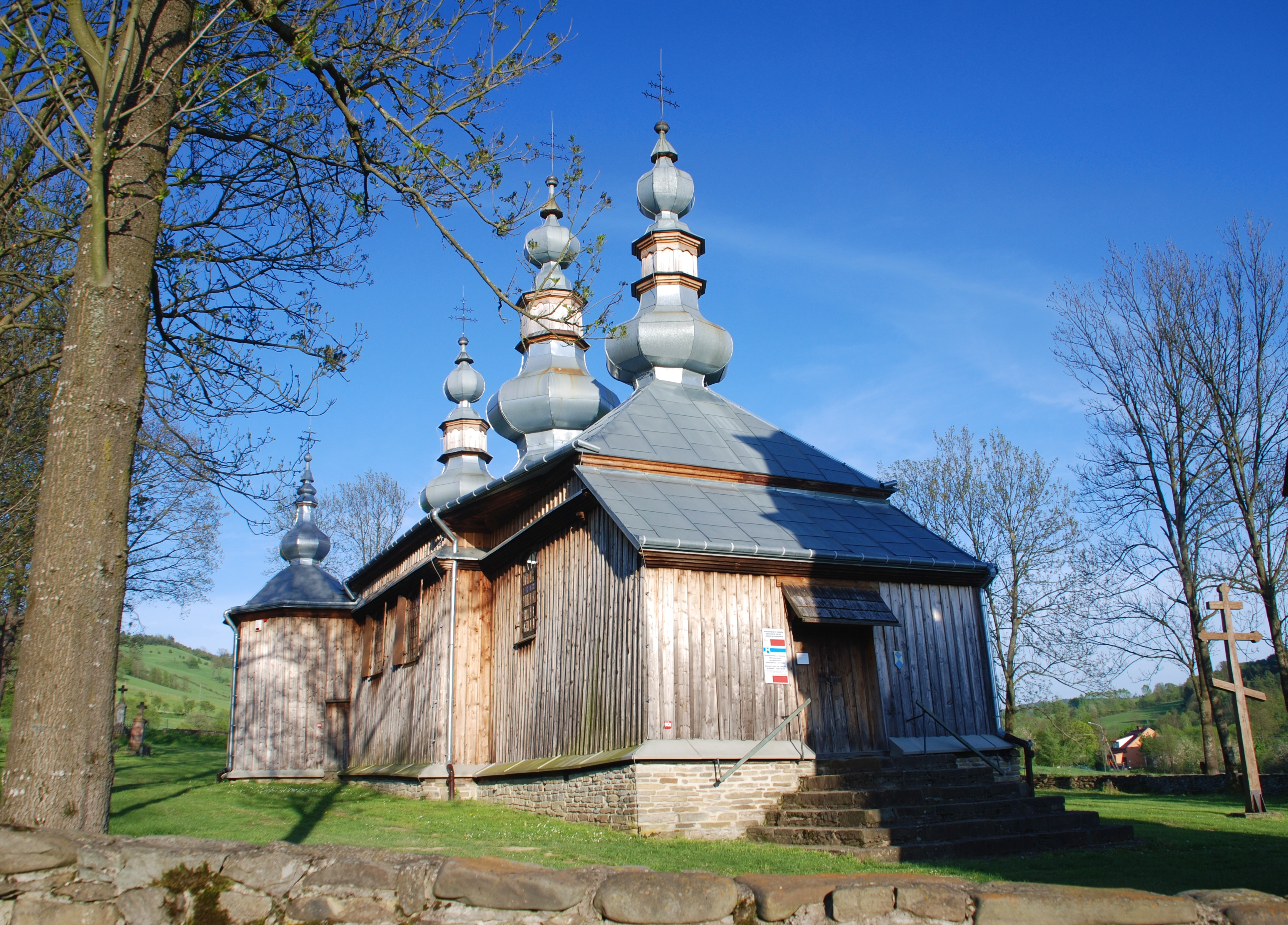
Elewacja frontowa
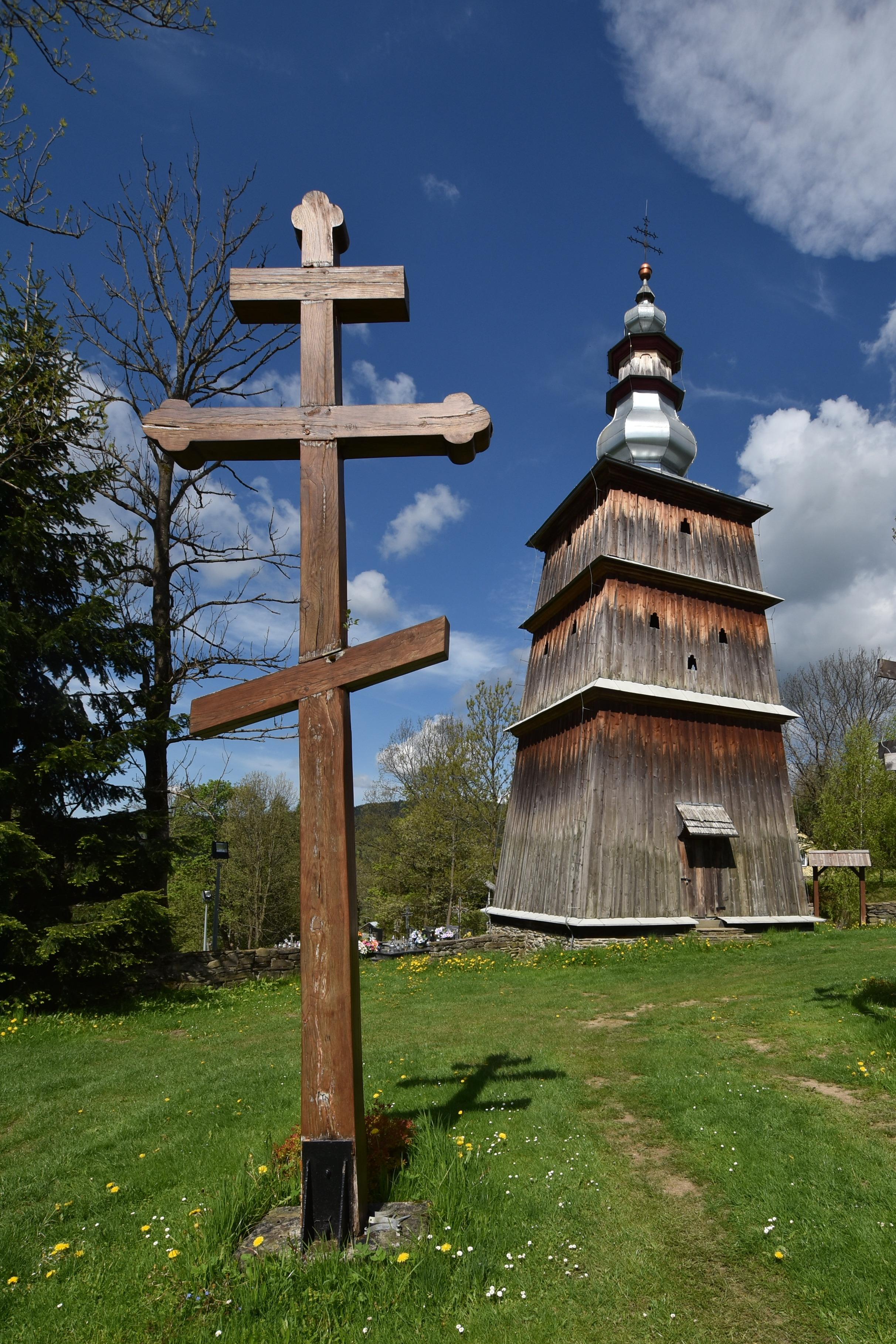
Dzwonnica

Na podstawie ustawy z dnia 17 grudnia 2009 o uregulowaniu stanu prawnego niektórych nieruchomości pozostających we władaniu Polskiego Autokefalicznego Kościoła Prawosławnego świątynia stała się wyłączną własnością Kościoła Prawosławnego.
Świątynię wpisano 31 stycznia 1985 r. do rejestru zabytków (pod nr A-78), a 21 czerwca 2013 r. – na listę światowego dziedzictwa UNESCO, w grupie 16 drewnianych cerkwi regionu karpackiego z Polski i Ukrainy.

## Architektura i wyposażenie
Cerkiew w Turzańsku jest cerkwią łemkowską typu północno-wschodniego, trójdzielną, bezwieżową, orientowaną, konstrukcji zrębowej. Pokryta dachem jednokalenicowym wielopołaciowym krytym blachą. Nad babińcem, nawą i prezbiterium i obiema zakrystiami pięć podobnych do siebie baniastych wieżyczek z pozornymi latarniami, makowiczkami i kutymi krzyżami. Przedsionek przekryty dachem pulpitowym. Ściany zewnętrzne szalowane pionowo deskami. 
Wewnątrz w trzech głównych częściach ośmiopolowe kopuły namiotowe, w pozostałych pomieszczeniach stropy. Zachował się zdekompletowany ikonostas autorstwa Josypa Bukowczyka z 1895, polichromia także malowana przez Josypa Bukowczyka z 1898, ołtarze boczne, oraz kilkanaście chorągwi procesyjnych ręcznie haftowanych.

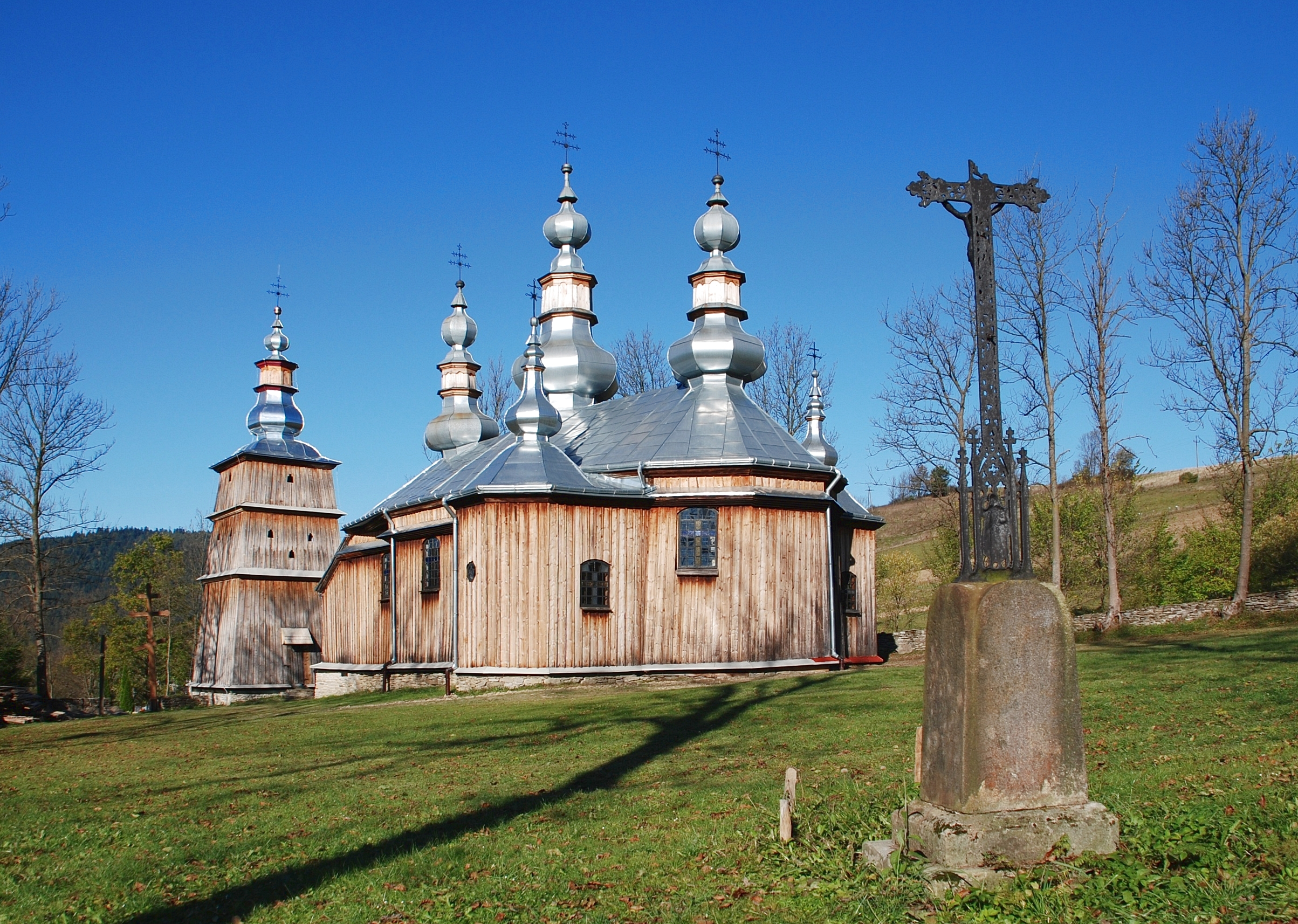
Od wschodu
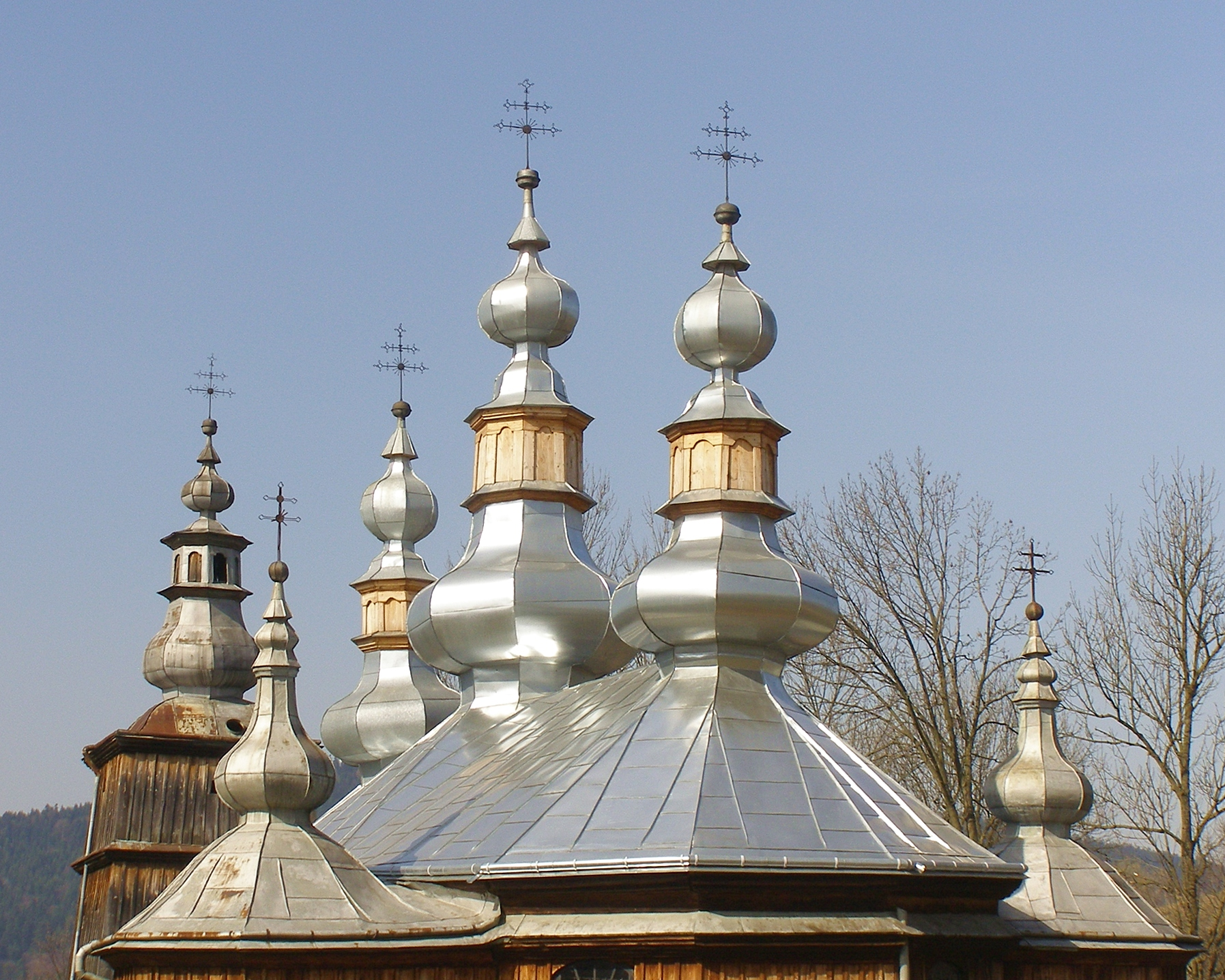
Wieże
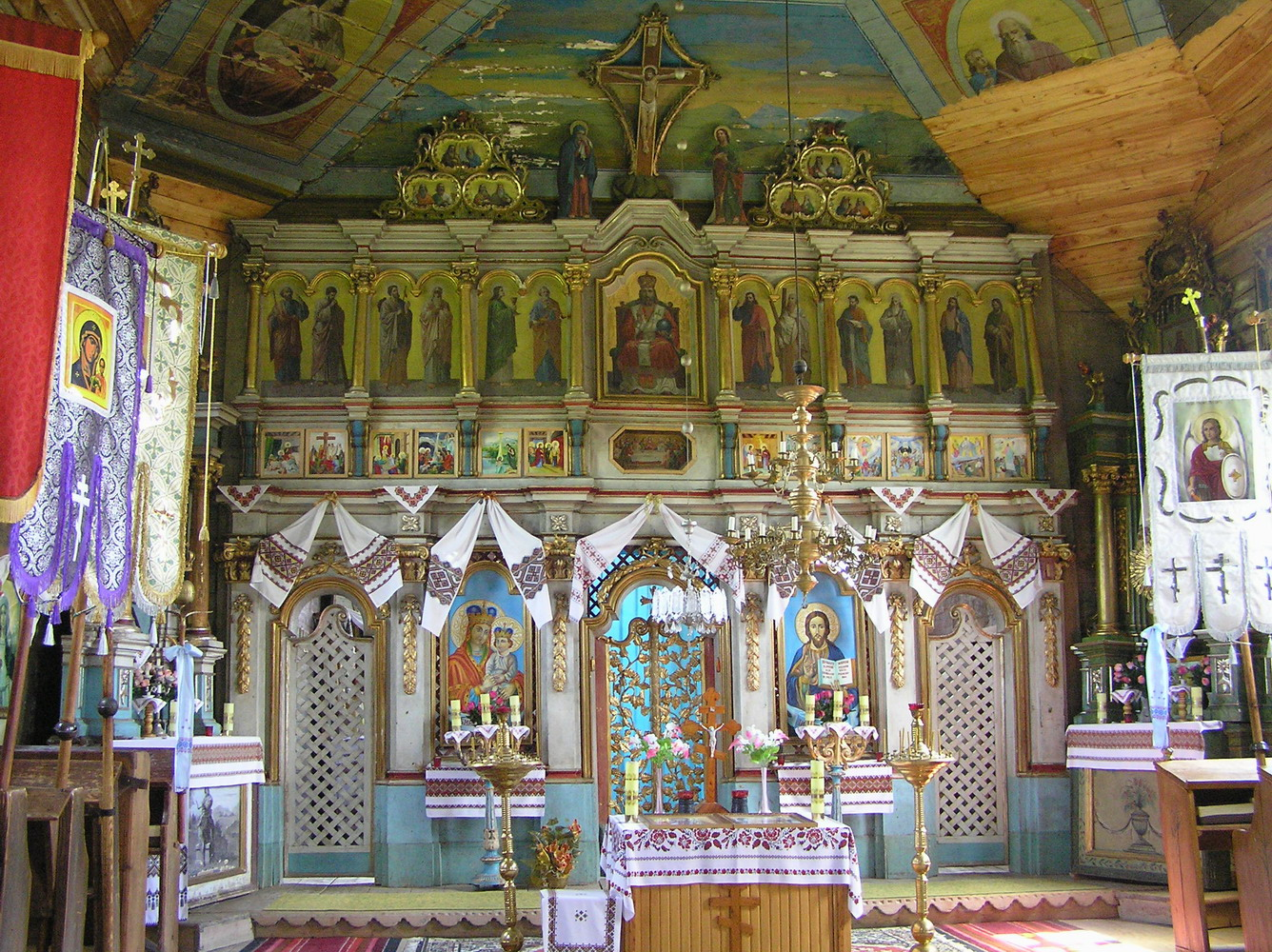
Wnętrze cerkwi

## Otoczenie
Na osi cerkwi od strony zachodniej stoi trójkondygnacyjna drewniana dzwonnica konstrukcji słupowo-ramowej o zbieżnych ścianach, na planie czworoboku z 1817. Zwieńczona dachem namiotowym o sferycznym profilu z baniastą wieżyczką (stylizowaną na sygnaturkę) z pozorną latarnią i kutym krzyżem.
Na przycerkiewnym cmentarzu dwa nagrobki z końca XIX w..